# Mošník (geomorfologický podcelek)
Mošník je geomorfologický podcelek Slanských vrchů. Nejvyšší vrch podcelku je stejnojmenný vrch, dosahující výšky 911 m n. m..

## Polohopis
Podcelek zabírá jižnější polovinu střední části pohoří a v rámci pohoří ho vymezují Herlianske sedlo na severu a Dargovský průsmyk na jihu. Severním směrem navazují Slanské vrchy podcelku Makovica, jižním směrem leží podcelek Bogota. Na západě území klesá do Toryské pahorkatiny, patřící do Košické kotliny, východní okraj podcelku lemuje Podslanská pahorkatina, podcelek Východoslovenské pahorkatiny. 

## Významné vrcholy
- Mošník – nejvyšší vrch podcelku (911 m n. m.)
- Lazy (859 m n. m.)
- Strechový vrch (778 m n. m.)

## Chráněná území
- Zapikan – přírodní památka
- Bačkovská dolina – národní přírodní rezervace
- Braničevský hrad [2]